# Commotria
Commotria är ett släkte av fjärilar. Commotria ingår i familjen mott.

## Dottertaxa tillCommotria, i alfabetisk ordning[1]
- Commotria albinervella
- Commotria albistria
- Commotria arrhabdella
- Commotria bivittata
- Commotria breviramella
- Commotria castaneipars
- Commotria cincaidella
- Commotria clavula
- Commotria crassiscapella
- Commotria enervella
- Commotria invenustella
- Commotria laticostalis
- Commotria leucosparsalis
- Commotria longipennis
- Commotria mesiella
- Commotria oberthürii
- Commotria oxyloncha
- Commotria phlebicella
- Commotria phoenicias
- Commotria phycitella
- Commotria phyrdes
- Commotria prolata
- Commotria prophaeella
- Commotria rhodoneura
- Commotria rosella
- Commotria ruficolor
- Commotria rufidelineata
- Commotria rufimedia
- Commotria setosa
- Commotria simplex
- Commotria sinuta
- Commotria taishanella
- Commotria triangulata
- Commotria venosella